# Forfoleda
Forfoleda is een gemeente in de Spaanse provincie Salamanca in de regio Castilië en León met een oppervlakte van 38,07 km². Forfoleda telt 189 inwoners (1 januari 2016).

## Demografische ontwikkeling
Bron: INE, 1857-2011: volkstellingen